# 元善 (元朝)
元善，元朝大名（今河北省大名县）人。
元善的父亲有兄弟五人，因贫困流散江淮。很久之后，客死异乡。元武宗至大四年（1311年）他前往寻其骸骨，并迎弟侄等一十五丧而归，改葬祖父母，按诸丧序列祔做坟墓。州县将他的事迹上报，朝廷旌表其家。